# Lucas Cueto
Lucas Cueto (Colonia, 24 marzo 1996) è un calciatore tedesco, attaccante svincolato.

## Carriera

### Club
Cresciuto nel settore giovanile del Colonia, ha trascorso una stagione e mezza con la seconda squadra prima di essere ceduto al San Gallo nel febbraio del 2016; il 7 marzo dello stesso anno ha debuttato in Super League, nell'incontro vinto 2-0 contro il Grasshoppers. Dopo aver totalizzato complessivamente 21 presenze nella prima divisione svizzera, è tornato in Germania, dove ha giocato per Preußen Münster e Viktoria Colonia, entrambe in 3. Liga. Nel 2021 si è trasferito al Karlsruhe, militante in 2. Bundesliga.

### Nazionale
Ha giocato nelle nazionali giovanili tedesche Under-18, Under-19 ed Under-20.

## Statistiche

### Presenze e reti nei club
Statistiche aggiornate al 22 aprile 2023.
| Stagione               | Squadra                | Campionato             | Campionato | Campionato | Coppe nazionali | Coppe nazionali | Coppe nazionali | Coppe continentali | Coppe continentali | Coppe continentali | Altre coppe | Altre coppe | Altre coppe | Totale | Totale |
| Stagione               | Squadra                | Comp                   | Pres       | Reti       | Comp            | Pres            | Reti            | Comp               | Pres               | Reti               | Comp        | Pres        | Reti        | Pres   | Reti   |
| ---------------------- | ---------------------- | ---------------------- | ---------- | ---------- | --------------- | --------------- | --------------- | ------------------ | ------------------ | ------------------ | ----------- | ----------- | ----------- | ------ | ------ |
| 2014-2015              | Colonia II             | RL                     | 24         | 6          |                 | -               | -               |                    | -                  | -                  |             | -           | -           | 24     | 6      |
| 2015-feb. 2016         | Colonia II             | RL                     | 18         | 5          |                 | -               | -               |                    | -                  | -                  |             | -           | -           | 18     | 5      |
| Totale Colonia II      | Totale Colonia II      | Totale Colonia II      | 42         | 11         |                 | -               | -               |                    | -                  | -                  |             | -           | -           | 42     | 11     |
| feb.-giu. 2016         | San Gallo              | ASL                    | 8          | 0          | CS              | -               | -               |                    | -                  | -                  |             | -           | -           | 8      | 0      |
| 2016-2017              | San Gallo              | ASL                    | 13         | 0          | CS              | 0               | 0               |                    | -                  | -                  |             | -           | -           | 13     | 0      |
| Totale San Gallo       | Totale San Gallo       | Totale San Gallo       | 21         | 0          |                 | 0               | 0               |                    | -                  | -                  |             | -           | -           | 21     | 0      |
| 2017-2018              | Preußen Münster        | 3L                     | 10         | 0          |                 | -               | -               |                    | -                  | -                  |             | -           | -           | 10     | 0      |
| 2018-2019              | Preußen Münster        | 3L                     | 22         | 4          |                 | -               | -               |                    | -                  | -                  |             | -           | -           | 22     | 4      |
| 2019-2020              | Preußen Münster        | 3L                     | 24         | 5          |                 | -               | -               |                    | -                  | -                  |             | -           | -           | 24     | 5      |
| Totale Preußen Münster | Totale Preußen Münster | Totale Preußen Münster | 56         | 9          |                 | -               | -               |                    | -                  | -                  |             | -           | -           | 56     | 9      |
| 2020-2021              | Viktoria Colonia       | 3L                     | 30         | 11         |                 | -               | -               |                    | -                  | -                  |             | -           | -           | 30     | 11     |
| 2021-2022              | Karlsruhe              | 2L                     | 20         | 0          | CG              | 4               | 2               |                    | -                  | -                  |             | -           | -           | 24     | 2      |
| 2022-2023              | Karlsruhe              | 2L                     | 18         | 1          | CG              | 1               | 0               |                    | -                  | -                  |             | -           | -           | 19     | 1      |
| Totale Karlsruhe       | Totale Karlsruhe       | Totale Karlsruhe       | 38         | 1          |                 | 5               | 2               |                    | -                  | -                  |             | -           | -           | 43     | 3      |
| Totale carriera        | Totale carriera        | Totale carriera        | 189        | 32         |                 | 5               | 2               |                    | -                  | -                  |             | -           | -           | 194    | 34     |